# GSC4040-1789
GSC4040-1789 — хімічно пекулярна зоря спектрального класу A2, що має видиму зоряну величину в смузі V приблизно  9,4.